# Donati (Orgelbauerfamilie)
Die Familie Donati (auch Donat) war eine Orgelbauerfamilie in Mitteldeutschland. In mehreren Generationen sind nach heutigem Forschungsstand über 40 Orgeln errichtet worden, von denen ca. 12 größtenteils bis heute erhalten sind.

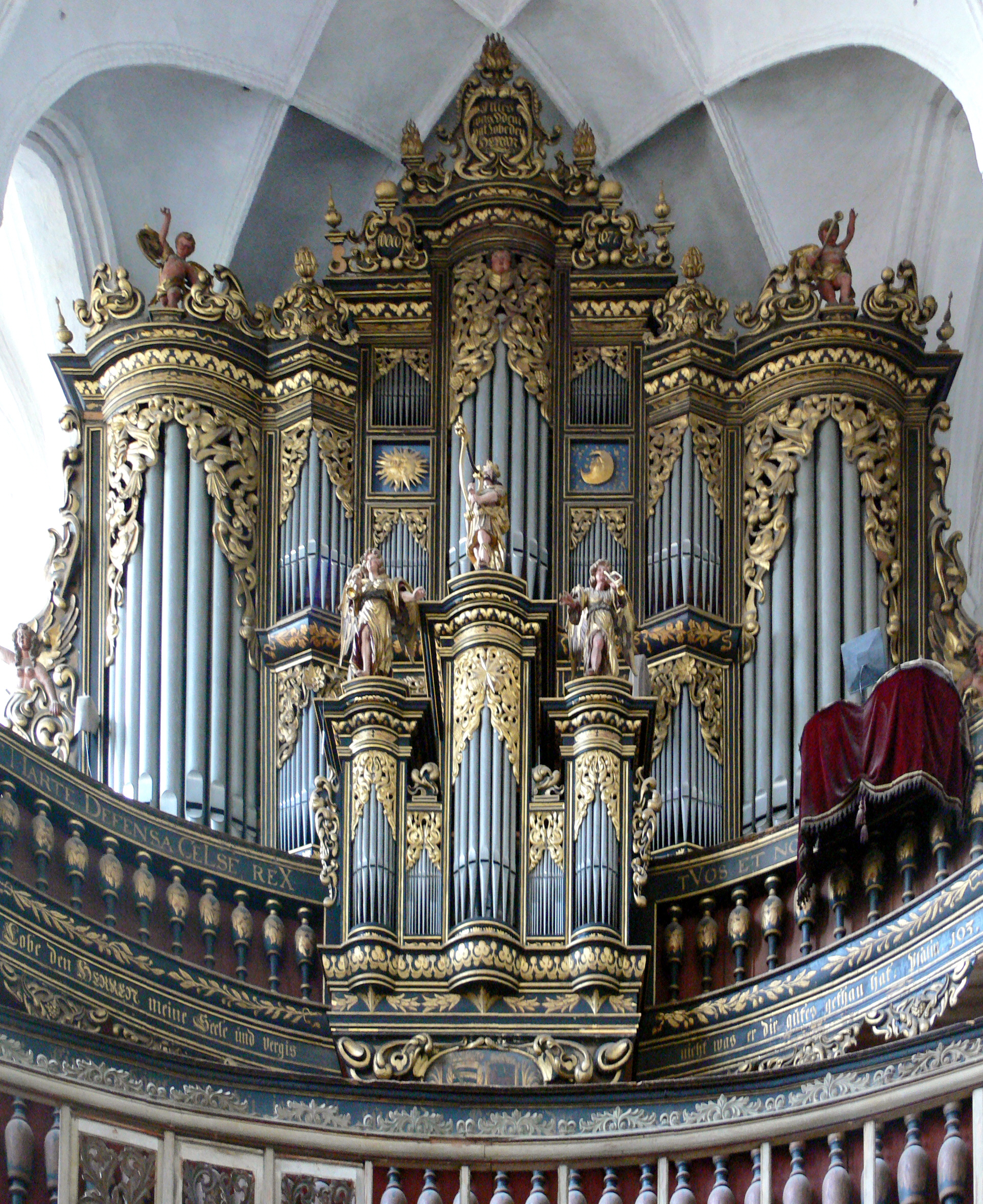
Orgel der Nikolaikirche Luckau, eines der größten Werke der Donatis

## Wirkungsbereich
Der Wirkungsbereich der Familie erstreckte sich auf die Gebiete Sachsens, Thüringens, Brandenburgs und Niedersachsens.

## Leben und Werk

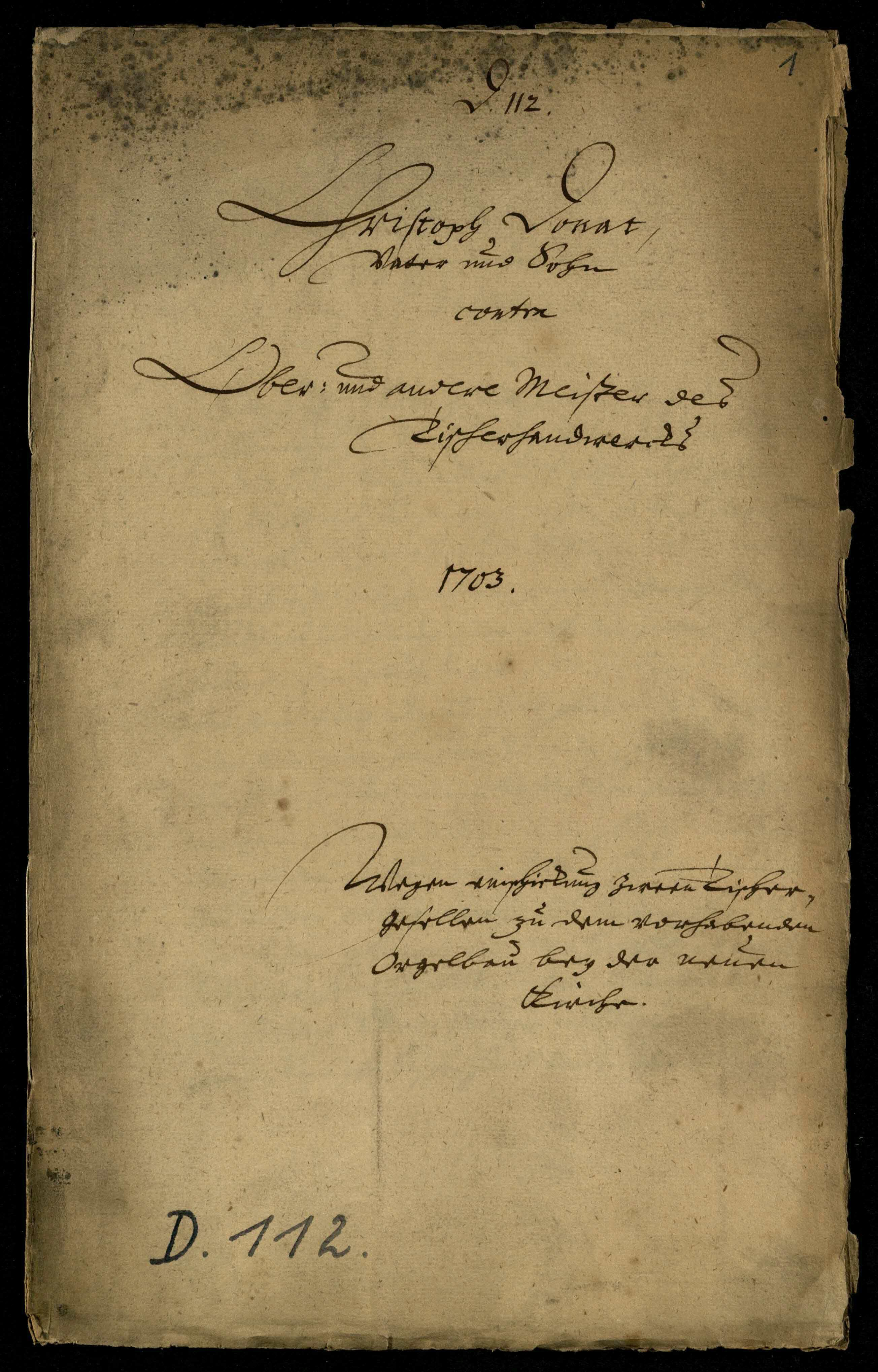
Beschwerde Donats aus dem Jahre 1703 über die Tischlerinnung

### Erste Generation
Der Begründer der Dynastie Christoph Donat (auch Christoph Donati) (* 30. September 1625 in Marienberg; † 14. August 1706 in Leipzig) wird erstmals 1653 als Helfer von Matthias Tretzscher beim Bau der Orgel in der Stadtkirche Bayreuth erwähnt (II/P/20; nicht erhalten) und erhält am 4. Oktober 1662 das Bürgerrecht der Stadt Leipzig. Im Jahre 1663 führte er die Reparatur der 1639 von Tobias Weller errichten Orgel in der Stadtkirche Weißenfels für 200 Mfl. durch.
Von 1665 bis 1690 war er als Nachfolger von Johann Diettrich Hoforgelbauer in Altenburg. In Altenburg war er in dem 1665 geschlossenen Vertrag verpflichtet worden, zusätzlich zu der Orgel in der Schlosskapelle sowie den im Schloss befindlichen kleineren Orgeln, sowohl das Regal wie auch das zum Taffel dienst angeschaffte Tisch Positiv und auch alle anderen sich in herrschaftlichen Besitz befindlichen, besaiteten Tasteninstrumente zu pflegen. Donat solle in Altenburg jeweils zu Pfingsten und an Martini erscheinen und erhielt 25 Taler Entlohnung.
1683 erweiterte er die sogenannte Kleine Orgel in der Thomaskirche Leipzig von 1489 um 6 Register (1740 abgebrochen). Im Jahre 1689 baute er die von Henricus Compenius aus Halle im Jahre 1617 errichtete Orgel in Markranstädt um und 1691 renovierte er die in Eilenburg. Er war u. a. Pate der Kinder von Werner Fabricius. Aus dem Jahre 1703 ist eine Beschwerde Donats über die Tischlerzunft Leipzigs aktenkundig, in der er gegen die Vorenthaltung zweier Tischlergesellen zu dem von ihm durchzuführenden Neubau der Orgel der Neukirche klagt. Sein Sohn Christoph d. J. ging ihm bei vielen Werken zu Hand. Er stellte in seiner Leipziger Werkstatt auch Clavichorde her.
Seine nachweisbaren Kinder waren:
- Christoph der Jüngere (getauft 2. Dezember 1659 in Leipzig; † 14. Juni 1713 ebenda)
- Johannes Jacobus (Johann Jacob) der Ältere (getauft 27. Juni 1663 in Leipzig; † 7. Oktober 1750 in Zwickau[5])

#### Werkliste
Die Größe der Instrumente wird in der fünften Spalte durch die Anzahl der Manuale und die Anzahl der klingenden Register in der sechsten Spalte angezeigt. Ein großes „P“ steht für ein selbstständiges Pedal, ein kleines „p“ für ein angehängtes Pedal. Eine Kursivierung zeigt an, dass die betreffende Orgel nicht mehr erhalten ist.
| Jahr      | Ort                   | Kirche              | Bild | Manuale | Register | Bemerkungen |
| --------- | --------------------- | ------------------- | ---- | ------- | -------- | --- |
| 1658–1660 | Zschopau              | St. Martin          |      |         |          | Übergabe am 16. September 1660: Prüfung durch Organisten Johann Conrad; 1753–1755 durch Orgel von Jacob Oertel ersetzt |
| 1660–1662 | Neuenkirchen (Hadeln) | St. Marien          |      | II/P    | 18       | Neubau 1660/1661 in Leipzig, auf dem Wasserwege nach Neuenkirchen transportiert und 1662 aufgebaut; 1695 kleine Dispositionsänderung durch Donat; Renovierungen 1738 durch Dietrich Christoph Gloger und 1751 durch Johann Hinrich Klapmeyer; 1835/1836 neues Gehäuse durch Johann Georg Wilhelm Wilhelmy; restauriert 2012 von Rowan West; 6 Register ganz und 5 teilweise von Donat erhalten |
| 1667      | Meißen                | Dom                 |      |         |          | seitlich auf dem neuen Singchor angebracht, 1698 von Gräbner verbessert |
| 1672–1674 | Luckau                | Nikolaikirche       |      | III/P   | 36       | nach 35 Jahren noch nicht voll einsatzfähig; drei Orgelbauer (Piotr Ostrowski aus Fraustadt 1675, der Dresdner Hoforgelbauer Andreas Tamitius 1677 und Christoph Junge aus Doberlug 1677) bescheinigten Mängel; später auf 44 Register (inkl. ein Blindregister) umgebaut, neobarocker Neubau von Orgelbau Schuke Potsdam in drei Bauabschnitten; nur in zehn Registern sind noch Pfeifen von Donat erhalten. |
| 1674      | Knauthain             | Hoffnungskirche     |      |         |          | 1798 durch Johann Gottlieb Ehregott Stephani instand gesetzt; Kirche wurde 1844 abgebrochen |
| 1683–1688 | Eisenberg (Thüringen) | Schlosskirche       |      | II/P    | 21       | Am 26. Oktober 1683 schloss Christian von Sachsen-Eisenberg einen Kontrakt mit dem Orgelmacher und Bürger zu Leipzigk Christoph Donat zum Bau einer Orgel mit 20 Registern und Kosten von 550 Talern. Beim Orgelbau wirkten die Söhne Donats und der Hofkapellmeister Johann Krieger als Berater mit; nach 1683 Erweiterung auf 22 Register auf Anraten Kriegers; 1731–1733 von Tobias Heinrich Gottfried Trost umgebaut, 1805 vom Urenkel August Friedrich Wilhelm Donati renoviert; größere Anzahl der Register von Donat sind erhalten |
| 1684      | Liemehna              | Dorfkirche          |      |         |          | Einweihung am Johannesfeste; Kosten 70 Taler |
| 1686      | Belgershain           | Johanniskirche      |      |         |          | Einweihung am Johannestag; 1905 durch neue Orgel durch Firma Schmeisser aus Rochlitz ersetzt |
| 1686      | Grimma                | Klosterkirche       |      |         |          | die Orgel kostete 350 Taler; 1786 durch Johann Georg Friedlieb Zöllner aus Hubertusburg renoviert |
| 1693      | Wechselburg           | Stiftskirche        |      |         |          | auf hölzernem östlichen Anbau der Westempore angebracht, Examination am 8. Januar 1694 durch Gottfried Ernst Bestel (Altenburger Hoforganist) |
| 1696      | Mutschau              | Dorfkirche          |      |         |          | Kosten waren 130 Thaler; im Jahre 1828 repariert |
| 1696      | Wiesenburg            | St. Marien          |      |         |          | 1755 durch neue Orgel aus der Werkstatt von Johann Ephraim Hübner (1713–1781) aus Wittenberg ersetzt. |
| 1702-1704 | Leipzig               | Neukirche           |      | II/P    | 21       | Erster Organist auf der Orgel war Georg Philipp Telemann; 1722 instand gesetzt und umgestaltet von Johann Scheibe, 1753 Reparatur durch Johann Emanuel Schweinefleisch; 1847 neue Orgel von Johann Gottlob Mende |
| 1705      | Brandis               | Stadtkirche Brandis |      | II/P    | 16       | Zum großen Teil erhalten; älteste zweimanualige Orgel mit Zwillingswindlade in Sachsen; 2006/2007 durch Orgelbau Wünning restauriert; Informationen zur Orgel in der Stadtkirche zu Brandis |

### Zweite Generation

#### Christoph Donati d. J.
Von ihm sind keine Werke bekannt, er arbeitete ab 1693 in der Werkstatt seines Vaters.
Seine Kinder waren:
- Johann Christoph Gottlob (* 19. Oktober 1694 in Leipzig; † 8. September 1756 in Glauchau), führte die Orgelbautradition weiter.
- Johann Gottfried (* 1706 in Leipzig; † 1782 in Greiz) wurde Komponist und Organist.

#### Johannes Jacobus Donati d. Ä.
Johannes Jacobus wird anlässlich der Trauung mit der Tochter des gebürtigen dänischen Orgelbauers Severin Holbeck († 1700) aus Zwickau 1701 als Gothaischer und Altenburger Hoforgelbauer genannt und wurde am 28. Juni 1704 Bürger von Altenburg. Er führte die Orgelwerkstatt von Holbeck in Zwickau weiter. Im Jahr 1711 verlegte er seine Werkstatt vollständig nach Zwickau, nahm aber gleichzeitig seine Aufgabe als Hoforgelbauer in Altenburg war. Er baute 1701 die Orgel in der Schlosskirche Altenburg und 1704 die Orgel in der Dorfkirche zu Saara um. Auch reparierte er 1699/1700 die Orgel der Leipziger Thomaskirche und 1716 die in der Altenburger St. Bartholomäi-Kirche. Er baute auch Orgeln in Reinhardsbrunn (Schlosskirche) und Lohma. Auch ein Orgelbau in Ortmannsdorf wird ihm zugeschrieben.
Er hatte am 23. November 1723 einem Streit mit Tobias Heinrich Gottfried Trost um Orgelbauprivilegien (Trost warf Donati mangelhafte Arbeit vor). Der Gutachter war Gottfried Silbermann, der gute kollegiale Beziehungen zu Trost hatte. Silbermann hatte am 9. April 1723 auf Vorschlag von Trost die Orgel in Treben besucht und bestätigte Trosts schlechte Meinung über Johann Jacob Donatis Orgelbaukunst. Der Streit mit Trost brach 1726/1727 erneut aus. Das Altenburger Hoforgelbauer-Privileg ging an Trost.
Er baute ebenfalls Clavichords, ein Instrument (gebaut um ca. 1700) ist im Musikinstrumentenmuseum Leipzig erhalten.
Seine Kinder waren:
Johann Jacob der Jüngere (* 15. Oktober 1715 in Zwickau; † nach 1742) hatte selbst keine Kinder. Von ihm sind keine Orgeln bekannt.

#### Werkliste
| Jahr          | Ort          | Gebäude                    | Bild | Manuale | Register | Bemerkungen |
| ------------- | ------------ | -------------------------- | ---- | ------- | -------- | --- |
| 1696          | Altkirchen   | Dorfkirche                 |      |         |          | |
| 1696–1698     | Gößnitz      | St. Annen                  |      |         |          | |
| 1700          | Lumpzig      | Dorfkirche                 |      |         |          | |
| 1704          | Harpersdorf  | Dorfkirche                 |      |         |          | |
| 1706          | Dobitschen   | Dorfkirche                 |      |         |          | |
| 1710 und 1720 | Treben       | Dorfkirche Treben          |      |         |          | |
| 1715/1716     | Wernsdorf    | Dorfkirche                 |      |         |          | |
| 1716          | Rositz       | Dorfkirche                 |      |         |          | |
| 1722          | Weltewitz    | Dorfkirche                 |      | I/P     | 10       | 2008 durch Peter Petersohn restauriert |
| 1722/1723     | Dennheritz   | Dorfkirche                 |      |         |          | |
| 1723          | Marienberg   | St. Marien                 |      |         |          | Ersetzt 1782 durch Orgel von Carl Eduard Schubert |
| 1724          | Gelenau      | Dorfkirche                 |      |         |          | seit 1886 in Klingenberg, Gehäuse erhalten |
| 1724/1725     | Schlunzig    | Dorfkirche                 |      | I/P     | 10       | Restauriert 1999 von Orgelwerkstatt Christian Reinhold |
| 1728          | Ossa         | Lutherkirche               |      |         |          | Fertigstellung der von Trost 1721–1726 unvollendeten Orgel; 1892 durch Neubau von Richard Kreutzbach (Borna) ersetzt |
| 1728          | Beierfeld    | Peter-Paul-Kirche          |      | I/P     | 12       | Kosten waren 170 Taler; im Jahre 2014 restauriert durch die Firma Vogtländischer Orgelbau Thomas Wolf. |
| 1730          | Nitschareuth | Dorfkirche                 |      |         |          | |
| 1732          | Zwönitz      | Stadtkirche St. Trinitatis |      | II/P    | 22       | 1993 Einbau Orgel der Firma Hermann Eule in Gehäuse von Donati |
| 1732          | Caselwitz    | Martin-Luther-Kirche       |      |         |          | Henriette Amalie von Obergreiz spendete ein Orgelpositiv aus dem Oberen Schloss in Greiz und aus Langenwetzendorf wurde eine alte Orgel für 5 Gulden gekauft. Donati hatte aus den beiden alten Orgeln für 36 Reichstaler eine neue Orgel herzustellen. Um Kosten zu sparen, versprach man ihm dafür freie Wohnung und freie Lieferung der nötigen Bretter und sonstige nötige Handlangerdienste. Als Orgelprospekt wurde das alte, aber inzwischen überarbeitete Langenwetzendorfer Prospekt verwendet.1882 durch neue Orgel der Firma Kreutzbach ersetzt . |

### Dritte Generation

#### Johann Christoph Gottlob Donati
Nach 1726 ist er in Glauchau nachweisbar. Er war auch Rechtsassistent am dortigen Gericht.
Seine Kinder waren:
- Christian Gottlob (* 3. August 1732 in Glauchau; † 13. November 1795 in Altenburg) sein Sohn führte die Orgelbautradition weiter.
- Gotthold Heinrich (* 24. Oktober 1734 in Glauchau; † 28. Dezember 1799 in Altenburg) hatte keine Kinder.
- Johann Christoph (* 21. Dezember 1737 in Glauchau; † 15. Januar 1764 in Glauchau) hatte keine Kinder. Von ihm sind keine Orgeln bekannt.
- Carl Friedrich (* 2. Mai 1740 in Glauchau; † 2. Februar 1814 in Glauchau) hatte keine Kinder. Von ihm sind keine Orgeln bekannt.

#### Werkliste
| Jahr | Ort                    | Gebäude                     | Bild | Manuale | Register | Bemerkungen |
| ---- | ---------------------- | --------------------------- | ---- | ------- | -------- | --- |
| 1741 | Lichtenwalde           | Schlosskapelle Lichtenwalde |      | II/P    | 13       | wurde 1961 durch Firma Eule in die Stiftkirche Ebersdorf verbracht und kam 2008 zurück, technisch restauriert und rekonstruiert 2009; klangliche Rekonstruktion 2011–2012, beides durch die Firma Vogtländischer Orgelbau Thomas Wolf; Neueinweihung 10. Juni 2012 |
| 1742 | Langenleuba-Niederhain | Niclaskirche                |      |         |          | Der Preis war 330 Thaler, die Orgel wurde 1805 repariert; 1903 neue Orgel von Oskar Ladegast |

### Vierte Generation

#### Christian Gottlob Donati und Gotthold Heinrich Donati
Sie führten gemeinsam das Geschäft des Vaters weiter. 1770 erwarben sie das Glauchauer Bürgerrecht. Im Dezember 1771 wurde Christian Gottlob zum fürstlich sächsischen Hoforgelbauer ernannt, und im folgenden Jahre übersiedelten beide nach Altenburg, wo sie bis 1794 eine Orgelwerkstatt hatten. Nach dem Tode Christian Gottlobs trat Gotthold Heinrich die Nachfolge als Leiter des Unternehmens an und erbte das Hoforgelbauerprivileg zu Altenburg. Ihre Leistungen wurden vom Hoforganisten Krebs (Johann Ludwig Krebs oder Ehrenfried Christian Traugott Krebs) günstig beurteilt.
Nur Christian Gottlob Donati hatte einen Sohn:
- August Friedrich Wilhelm (* 21. Mai 1773 in Altenburg; † 1. Februar 1842 in Altenburg)

#### Werkliste
| Jahr      | Ort             | Gebäude             | Bild   | Manuale | Register | Bemerkungen |
| --------- | --------------- | ------------------- | ------ | ------- | -------- | --- |
| 1770      | Langenchursdorf | Dorfkirche          |        |         |          | |
| 1770      | Neuenmörbitz    | Dorfkirche          |        | I/P     | 9        | stand auf Ostempore; 1861 durch Karl Ernst Poppe repariert, ersetzt durch 1911 durch Orgel von Oskar Ladegast                                                                   |
| 1775      | Paitzdorf       | Dorfkirche          | [ 30 ] | II/P    | 7        | 1862 auf Ostempore umgesetzt und umdisponiert durch Christoph Opitz aus Dobra                                                                                                   |
| 1778      | Mehna           | Dorfkirche          |        |         |          | |
| 1781/1782 | Altenburg       | St. Bartholomäi     |        |         |          | ersetzt durch Friedrich Ladegast-Orgel 1881–1882 (III/44) |
| 1786      | Dobraschütz     | Dorfkirche          |        |         |          | nur Gehäuse erhalten, Neubau 1886 durch Oskar Ladegast, Umbau durch Otto Poppe 1935, Instandsetzung und Umdisponierung von Gambe 8' in Sifflöte 2' durch Alfred Schmeisser 1951 |
| 1788      | Gesau           | Dorfkirche          |        |         |          | ersetzt 1878 durch Orgel von Johann Gotthilf Bärmig |
| 1793      | Wettelswalde    | Dorfkirche          |        |         |          | 1983 umgesetzt in die Kirche Weißbach (Schmölln). |
| 1793      | Weißbach        | Dorfkirche          |        | I/P     | 8        | [ 33 ] |
| 1794      | Böhlen          | Christopheruskirche |        | I/P     | 10       | mit Bruder Gotthold Heinrich Donati zusammen gebaut; Orgel hatte Stimmtonhöhe von a' – 473 Hz                                                                                   |

### Fünfte Generation
August Friedrich Wilhelm Donati
Er war seit 1800 Hof-Orgelmacher und Hof-Fourier (Diener) zu Altenburg und Eisenberg. Von ihm sind keine Kinder und neugefertigte Orgeln bekannt, mit ihm endete die Tradition des Orgelbaus.

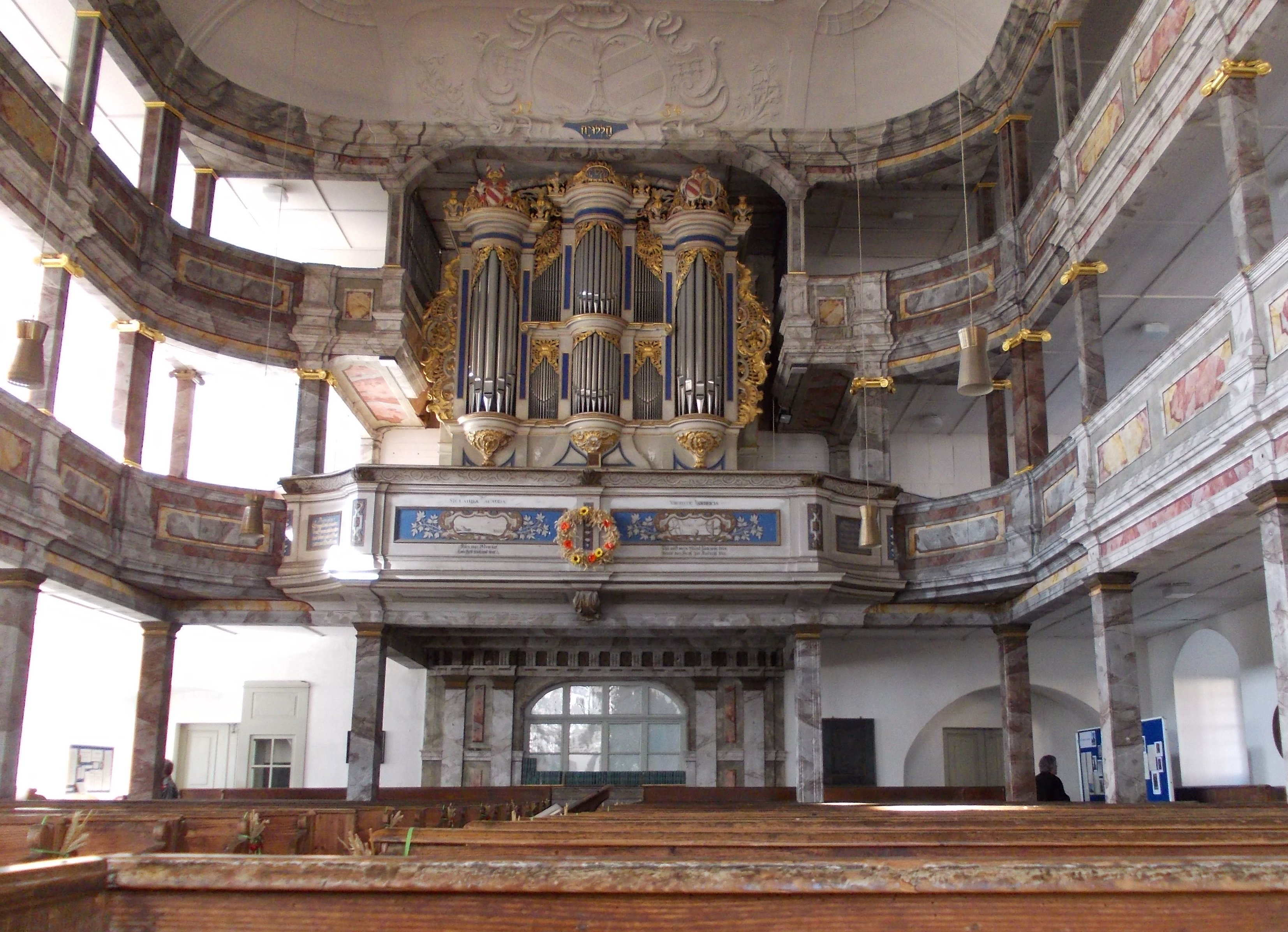
Schramm-Orgel in der St.-Otto-Kirche in Wechselburg

## Schüler und weitere Personen, die mit Familie Donat in Verbindung standen
- Der Orgelbauer Johann Jacob Schramm (* 1724; † 1808) aus Mülsen (St. Jacob) war Schüler von Johann Jacob Donati d. Ä. Schramm baute Orgeln u. a. in Neukirchen/Erzgeb. (1756), Stangengrün (1766–1769), Wechselburg (1774–1781) und Mülsen (St. Niclas) (1797–1800).[36]
- Johann Christoph Thielemann und Wahlfried Ficker (* 1676; † 1770) waren auch Schüler von Johann Jacob Donati d. Ä.
- Jacob Oertel wird als Mitarbeiter bei Johann Jacob Donati d. Ä. im Jahre 1726 in Beierfeld genannt.
- Poppe, Christian Friedrich (der Jüngere) war von 1824 bis 1834 Hoforgelbauer in Altenburg und Nachfolger von August Friedrich Wilhelm Donati.[37]